# الأسرار اليونانية الرومانية

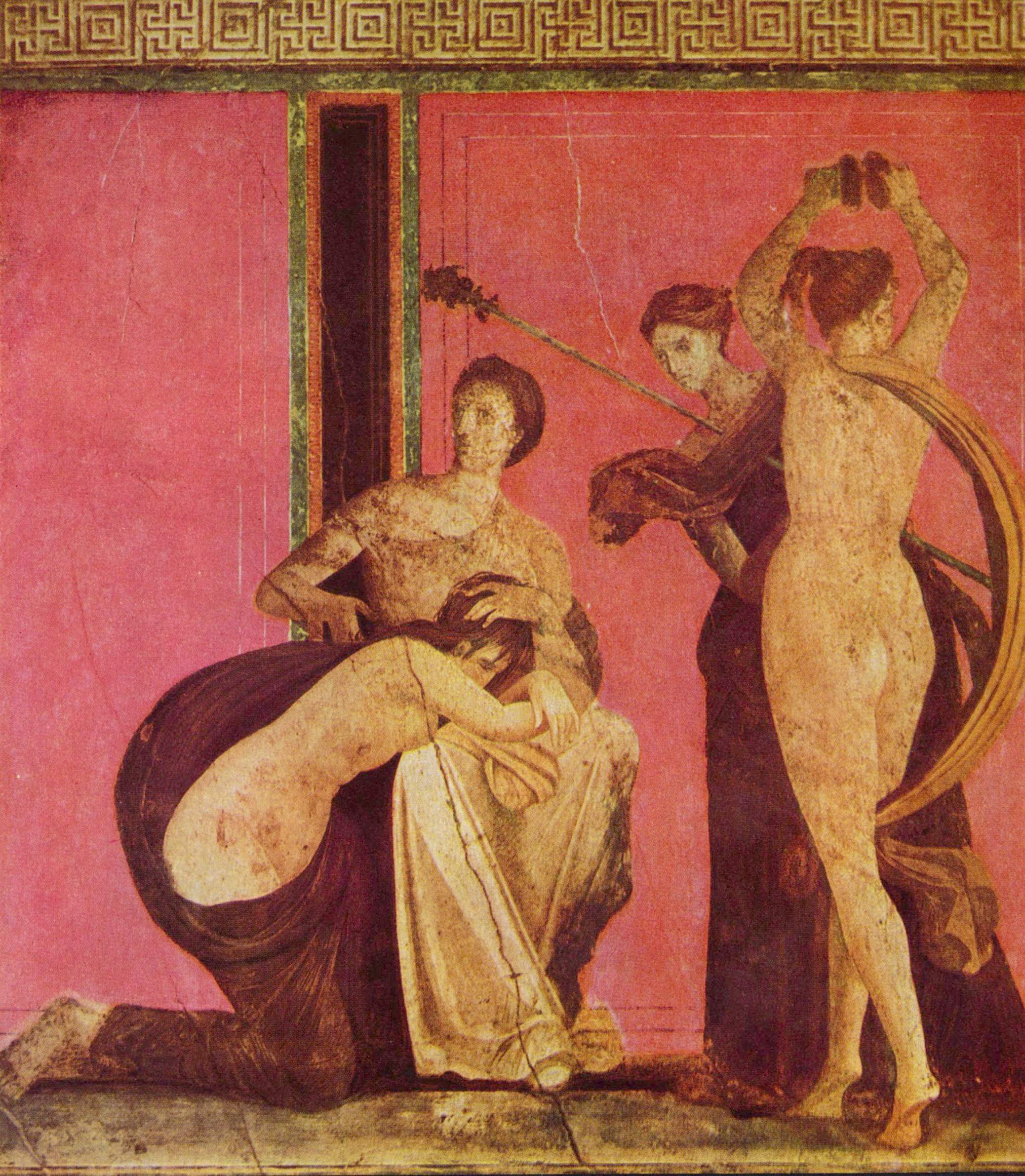

كانت الأديان الغامضة، أو العبادات الغامضة، أو الأسرار المقدسة، أو ببساطة الأسرار، مدارس دينية في العالم اليوناني الروماني حيث كانت المشاركة مخصصة للمبتدئين (ميستاي). التوصيف الرئيسي لهذا الدين هو السرية المرتبطة بتفاصيل التنشئة وممارسة الطقوس، والتي قد لا يتم الكشف عنها للغرباء. كانت أشهر أسرار العصور اليونانية الرومانية هي أسرار إليوسيس، والتي كانت من العصور القديمة الهامة وسبقت العصور المظلمة اليونانية. ازدهرت مدارس الغموض في العصور القديمة المتأخرة. من  المعروف أن يوليان المرتد في منتصف القرن الرابع شرع في ثلاث مدارس ألغاز متميزة – وأبرزها الميثرائية. نظرًا للطبيعة السرية للمدرسة، ولأن الديانات الغامضة في العصور القديمة المتأخرة تعرضت للاضطهاد من قبل الإمبراطورية الرومانية المسيحية منذ القرن الرابع، فإن تفاصيل هذه الممارسات الدينية مستمدة من الأوصاف، والصور والدراسات عبر الثقافات. تأتي الكثير من المعلومات حول هذه الأسرار من ماركوس تيرينتيوس فارو.
ذكر هذه الأسرار القديس جاستن في القرن الثاني بوضوح وعرفها على أنها «تقليد شيطاني» للإيمان الحقيقي، وأن «الشياطين، تقليدًا لما قاله موسى، أكدت أن بروسربينا كانت ابنة جوبيتر، وحرضت الناس على وضع صورة لها باسم كور» (الاعتذار الأول). من القرن الأول إلى القرن الرابع، صمدت المسيحية في منافسة مباشرة مع أتباع المدارس الغامضة، بقدر ما كانت «مدارس الأسرار أيضًا عنصرًا جوهريًا في الأفق غير اليهودي لتلقي الرسالة المسيحية». ابتداء من القرن الثالث وخاصة بعد أن أصبح قسطنطين إمبراطورًا، بدأت عناصر الديانات الغامضة في الاندماج في الفكر المسيحي العام.

## الاشتقاق
ظهرت الكلمة الإنجليزية «mystery» في الأصل على أنها صيغة الجمع اليونانية ميستيريا، وتطورت إلى الكلمة اللاتينية ميستيريوم حيث نشأ المصطلح الإنجليزي. إن أصل الاشتقاق للكلمة اليونانية ميستيريون ليس واضحًا تمامًا على الرغم من أن العلماء يعتقدون تقليديًا أنه مشتق من الكلمة اليونانية مايو، والتي تعني «الإغلاق» (في إشارة إلى إغلاق العينين). وفي الآونة الأخيرة، اقترح عدد من العلماء الحيثيين أن المصطلح اليوناني مشتق من الفعل الحيثي موناي، «أي الاختفاء، والاختباء، والحجب عن الأنظار».

## الخصائص

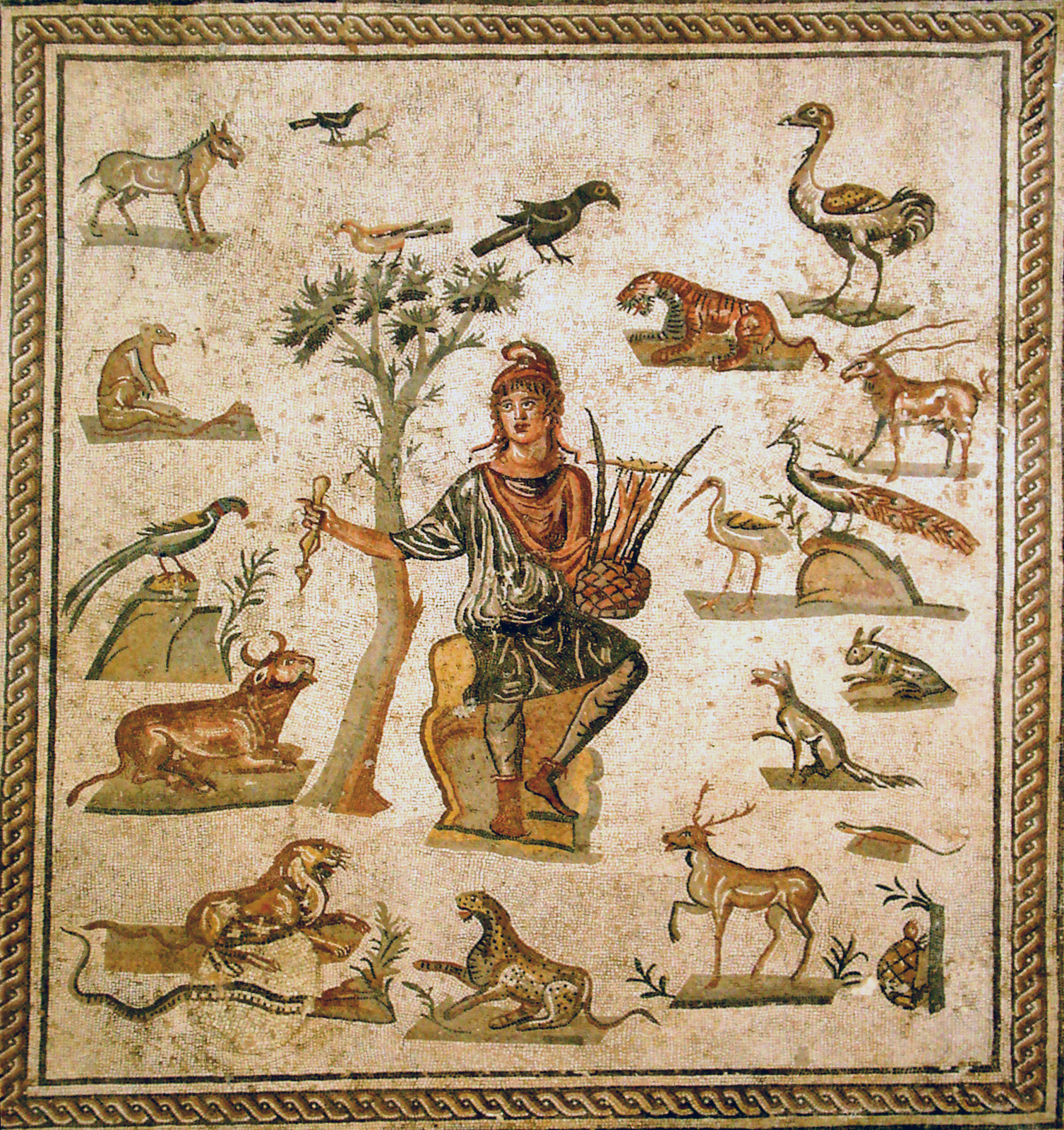
أورفيوس محاط بالحيوانات

شكلت الأديان الغامضة أحد الأنواع الثلاثة من الديانات الهلنستية، والأخرى هي العبادة الإمبراطورية، أو الدين العرقي الخاص بأمة أو دولة، أو الأديان الفلسفية مثل الأفلاطونية المحدثة. وينعكس هذا أيضًا في التقسيم الثلاثي للـ«الإلهيات» من قبل فارو، إلى اللاهوت المدني (بشأن دين الدولة وأثره في تحقيق الاستقرار على المجتمع)، واللاهوت الطبيعي (التأمل الفلسفي حول طبيعة الإلهية)، واللاهوت الأسطورية (فيما يتعلق بالأسطورة والطقوس).
وبهذا تستكمل الألغاز الدين المدني لا تتنافس معه. يمكن للفرد أن يلاحظ بسهولة طقوس دين الدولة، وأن يكون مبتدئًا في أحد الأديان الغامضة أو أكثر، وفي الوقت ذاته يلتزم بمدرسة فلسفية معينة. تكررت العديد من جوانب الدين العام مثل التضحيات، وطقوس الطعام، وطقوس التطهير في الديانات الغامضة، ولكن مع اشتراط إضافي وهو أن تتم في سرية وتقتصر على مجموعة مغلقة من المبتدئين. قدمت مدارس الغموض مكانًا مناسبًا للحفاظ على الطقوس الدينية القديمة.
على الرغم من أن المؤرخين تخلوا عن محاولة تحديد تعريف صارم لتصنيف جميع الطوائف الغامضة إلا أنه يمكن تحديد عدد من الخصائص التي تشاركها الطوائف الغامضة. ركزت جميع الطوائف الغامضة على سرية ممارساتها وسرية طقوس دخول عضو جديد للانضمام إلى المجموعة. كان الأعضاء مشاركين متطوعين، وكان لديهم أجواء ليلية وتطهيرات أولية لتجمعاتهم، وكان هناك التزام بالدفع من أجل المشاركة، مع المكافآت الموعودة لهذه الحياة والآخرة، وكانت الأسرار القديمة تقع على مسافة متغيرة من أقرب مدينة. علاوة على ذلك، كانوا جميعاً، باستثناء أتباع الأسرار الميثرائية، منفتحين على جميع الناس، بما في ذلك الرجال والنساء، والعبيد والأحرار، والصغار والكبار، إلخ. غالبًا ما حالت النفقات المطلوبة للمشاركة في جميع الطقوس دون انضمام الكثيرين. وعلى الرغم من أن الأسرار كانت سرية، إلا أنها لم تكن غامضة للغاية.
لهذا السبب، فإن ما لدينا من لمحات عن الألغاز اليونانية القديمة فُهمت على أنها تعكس بعض الجوانب القديمة للدين الهندي الأوروبي البدائي المشترك، مع أوجه تشابه في الديانة الهندوإيرانية.  تشمل مدارس الغموض في العصور اليونانية الرومانية أسرار اليوسيس، وأسرار ديونيزيان، والأسرار الأورفكية. أصبحت بعض الآلهة العديدة التي تبناها الرومان اسميًا من الثقافات الأخرى تُعبد أيضًا في الأسرار، على سبيل المثال، إيزيس المصرية، وميثرا الفارسي، من الأسرار الميثرائية، وسابزيوس التراقي، وكوبيلي الفيريجي.